# Dino Panzanato
Dino Panzanato (Venecia, Italia, 3 de agosto de 1938-Módena, Italia, 21 de octubre de 2019) fue un futbolista y entrenador italiano. Se desempeñaba como defensa.
El entrenador falleció tras una larga enfermedad  a los ochenta y un años.

## Trayectoria
Nació en Favaro Veneto, una fracción en tierra firme de Venecia. Debutó en el Mestrina, club de la vecina Mestre, y en 1959 pasó al Lanerossi Vicenza de la Serie A. Contratado por el Inter de Milán en 1963, jugó solo algunos amistosos en la pretemporada y fue transferido a préstamo al Modena.
El año siguiente fichó por el Napoli, donde permaneció durante nueve temporadas y ganó una Copa de los Alpes en 1966. Su último equipo como jugador fue el Latina, donde se retiró en 1974.
Como entrenador debutó en el banquillo del Chieti, que en ese entonces militaba en la cuarta división italiana (temporada 1980/81); al año siguiente entrenó al Teramo, en la misma categoría. Posteriormente fue el técnico de dos clubes de la Ciudad metropolitana de Nápoles: el Casoria y el Campania.

## Clubes

### Como futbolista
| Club                 | País   | Año       |
| -------------------- | ------ | --------- |
| A.C. Mestrina        | Italia | 1958-1959 |
| L.R. Vicenza         | Italia | 1959-1963 |
| F.C. Inter de Milán  | Italia | 1963      |
| Modena F.C. (cedido) | Italia | 1963-1964 |
| S. S. C. Napoli      | Italia | 1964-1973 |
| U.C. Latina          | Italia | 1973-1974 |

### Como entrenador
| Club            | País   | Año       |
| --------------- | ------ | --------- |
| Chieti Calcio   | Italia | 1980-1981 |
| Teramo Calcio   | Italia | 1981-1982 |
| A.C. Casoria    | Italia | 1982-1983 |
| S.S.C. Campania | Italia | 1985-1986 |

## Palmarés

### Copas internacionales
| Título            | Club            | País   | Año  |
| ----------------- | --------------- | ------ | ---- |
| Copa de los Alpes | S. S. C. Napoli | Italia | 1966 |